# Тейни (округ)
Округ Тейни (англ. Taney County) — округ штата Миссури, США. Население округа на 2009 год составляло 48 023 человека. Административный центр округа — город Форсайт.

## История
Округ Тейни основан в 1837 году.

## География
Округ занимает площадь 1636,9 км². 15,8 % площади округа занимает единственный национальный лес Миссури — «Марк-Твен».

## Демография
Согласно оценке Бюро переписи населения США, в округе Тейни в 2009 году проживало 48 023 человека. Плотность населения составляла 29.3 человек на квадратный километр.